# Águas Frias (Chaves)
Águas Frias ist eine Ortschaft und Gemeinde im Norden Portugals.

## Geschichte
Das heutige Gemeindegebiet gehörte zum Kreis Monforte de Rio Livre, der 1273 erstmals Stadtrechte erhielt. In den erneuerten Stadtrechten vom 1. Juni 1512 durch König Manuel I. wird Águas Frias als Teil des Kreises erwähnt, wie bereits in der Urkunde von 1273.
Mit zunehmendem Verfall der Ortschaft Monforte de Rio Livre siedelten deren Bewohner im Laufe des 18. Jahrhunderts verstärkt nach Águas Frias um. 1737 wurde in der zwischenzeitlich errichteten Gemeindekirche die erste Bestattung, 1754 die erste Taufe vermerkt.
Seit der Auflösung des Kreises Monforte de Rio Livre 1853 ist Águas Frias eine Gemeinde des Kreises Chaves.

## Verwaltung
Águas Frias ist Sitz einer gleichnamigen Gemeinde (Freguesia) im  Kreis Chaves im Distrikt Vila Real mit 607 Einwohnern und einer Fläche von 29 km² (Stand 19. April 2021).
Folgende Ortschaften liegen im Gemeindegebiet:
- Águas Frias
- Assureiras
- Avelelas
- Casas de Monforte
- Sobreira